# Minden (Louisiana)
Minden è un comune degli Stati Uniti d'America, situato nello Stato della Louisiana, in particolare nella parrocchia di Webster, della quale è il capoluogo.